# Georg Brunner (Politiker)
Georg Brunner (* 2. Juli 1901 in Unterschönbach; † 31. August 1972 in Oberschönbach) war ein deutscher Politiker (BP).

## Leben
Brunner besuchte  die Volks-, Fortbildungs- und Landwirtschaftsschule. Seit 1931 bewirtschaftete er einen Bauernhof in Oberschönenbach. Im Jahr 1948 trat er der Bayernpartei bei und wurde Kreistagsmitglied. Später wurde er 1952 stellvertretender Landrat des Landkreises Landshut. Er war auch Kreisfeuerwehrkommandant.
Brunner war vom 13. Dezember 1954 bis zum 3. Dezember 1958 für den Wahlkreis Niederbayern Mitglied des Bayerischen Landtages. Dort gehörte er dem Ausschuss für Ernährung und Landwirtschaft an.